# Barzeh Lak
Barzeh Lak (persiska: برزه لک) är en ort i Iran.   Den ligger i provinsen Kermanshah, i den västra delen av landet, 500 km väster om huvudstaden Teheran. Barzeh Lak ligger 713 meter över havet och antalet invånare är 103.
Terrängen runt Barzeh Lak är huvudsakligen kuperad, men åt nordost är den bergig.Runt Barzeh Lak är det ganska tätbefolkat, med 155 invånare per kvadratkilometer. Närmaste större samhälle är Sarpol-e Z̄ahāb, 7,5 km väster om Barzeh Lak. Trakten runt Barzeh Lak består till största delen av jordbruksmark.